# Landeszentralbankgebäude Flensburg

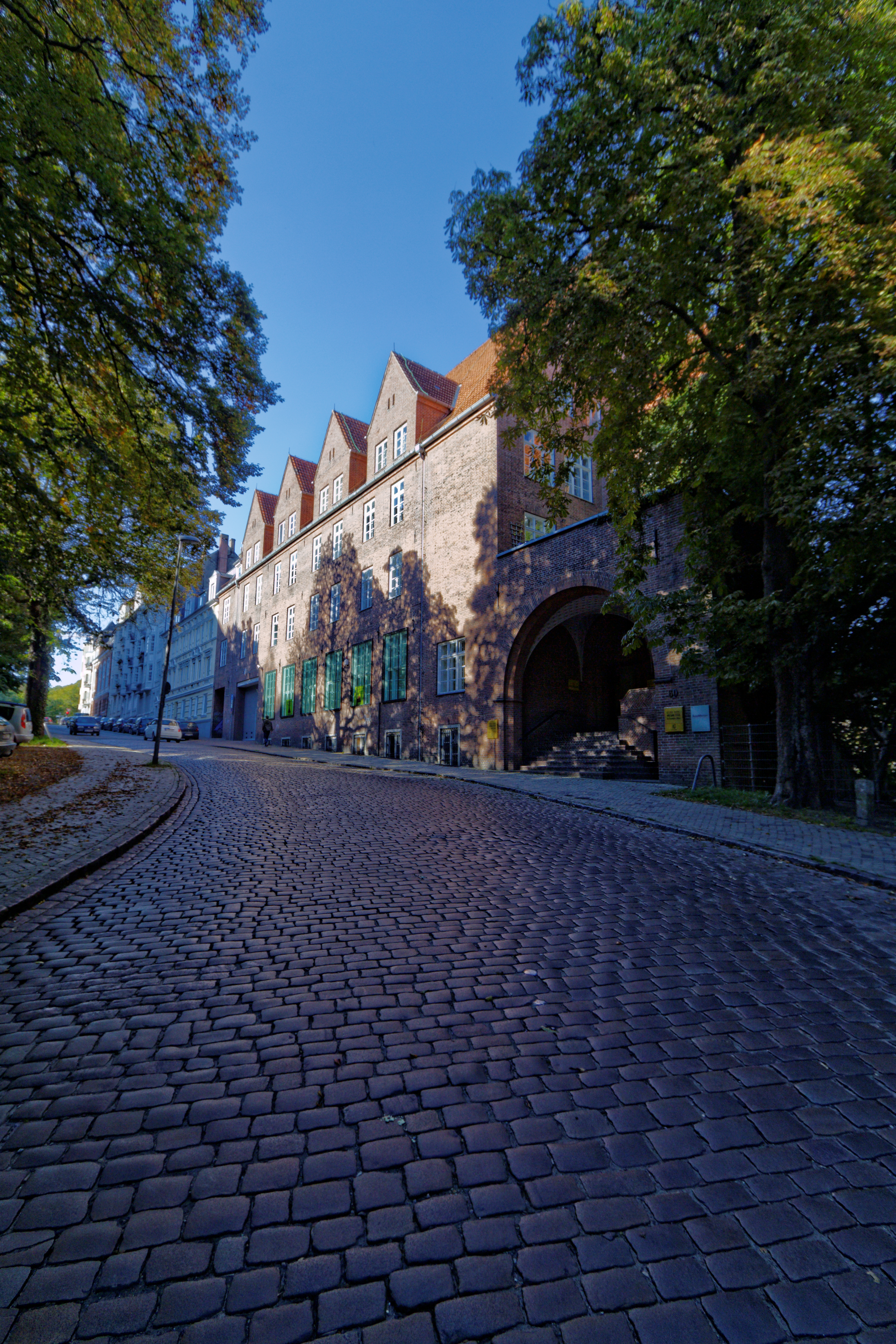
Landeszentralbankgebäude Flensburg im Nordergraben von der Straße aus. (2015)

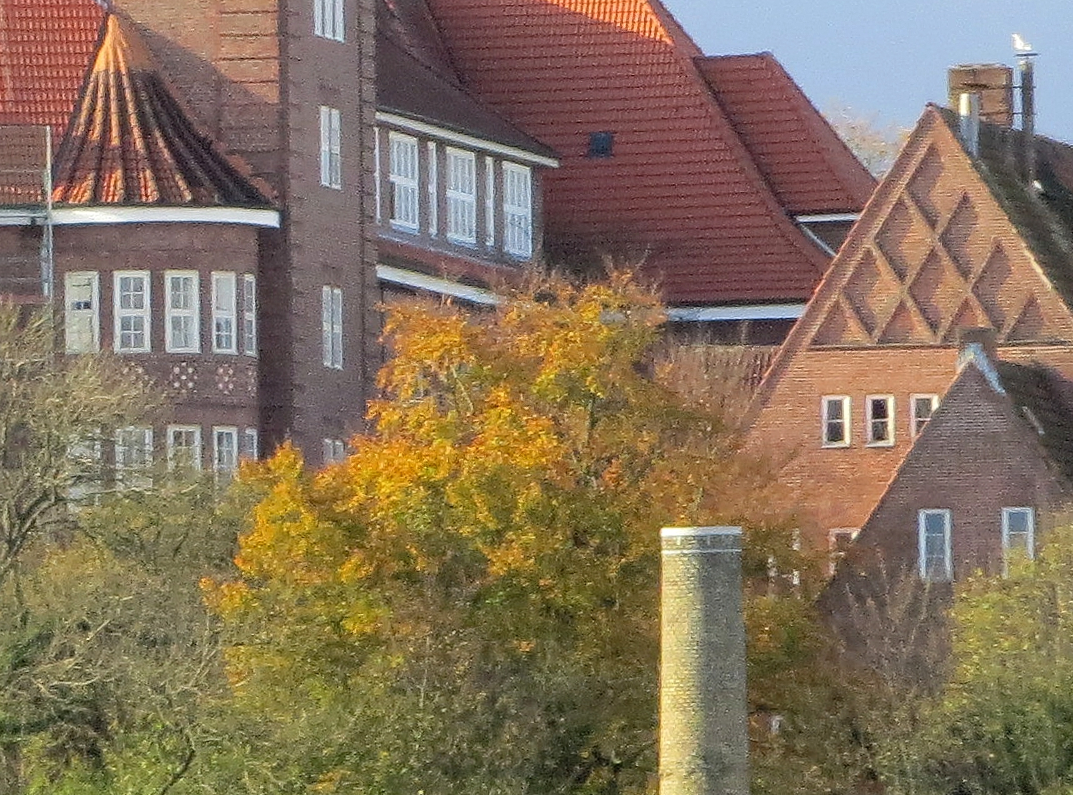
Die zwei Giebel rechts gehören zum Landeszentralbankgebäude. (Rechts: backsteinerne Gebäudeteile des Alten Gymnasiums.)

Das Landeszentralbankgebäude Flensburg in der Flensburger Innenstadt im Nordergraben 60 wurde von der Bundesbank bis zum Umzug in ein neues Gebäude im Jahr 1987 in die Waitzstraße 6 genutzt, das wiederum schon 2012 aufgegeben wurde. Das Landeszentralbankgebäude im Nordergraben gehört zu den Kulturdenkmälern der Stadt Flensburg.

## Hintergrund
1922/23 wurde vom Regierungsbaumeister a. D. Grantz das Gebäude im Nordergraben, direkt am westlichen Fördehang, für das Reichsbankdirektorium Berlin als Zweigstelle der Reichsbank errichtet. Optisch passend zum benachbarten 1912 bis 1914 errichteten Altem Gymnasium, wurde das Gebäude ebenfalls aus rotem Backstein gebaut. Zur Straßenseite zeigt es sich dreigeschossig. Auf der Rückseite erscheint es auf Grund des starken Grundstücksgefälles sechsgeschossig. Auf der linken Seite der Straßenfront befindet sich eine Einfahrt und ein Treppendurchgang zur Lilienstraße, welche wiederum weiter zur Marienstraße führt. Der Haupteingang befindet sich auf der rechten Seite der Straßenfront in einem Anbau mit Vorhalle und einer Treppenanlage. Nach dem Zweiten Weltkrieg und der anschließenden Währungsreform diente das Gebäude als Landeszentralbank. Am 9. Oktober 1987 zog die Landeszentralbank in ein großes, modernes Gebäude in der Waitzstraße um (Lage). Während der Euro-Einführung zwischen dem 1. Januar und 30. Juni 2002 wurden dort Millionen DM-Noten und DM-Münzen in Euros umgetauscht. 2009 wurde schließlich die Schließung der Flensburger Filiale beschlossen, sodass diese letztlich am 28. September 2012 schloss. 2015 wurden auch die Filialen in Kiel und Lübeck geschlossen, womit die Bundesbank Schleswig-Holstein verließ. Für den Bereich Schleswig-Holstein wurden Konten in der Hamburger Filiale eingerichtet (vgl. Bankplätze der Deutschen Bundesbank).
Das Gebäude im Nordergraben wurde in neuerer Zeit, aus geschichtlichen, künstlerischen und städtebaulichen Gründen unter Denkmalschutz gestellt. Das Landeszentralbankgebäude enthielt ursprünglich Bankräume, Büroräume, Kassenräume sowie Dienstwohnungen, unter anderem eine Hausmeisterwohnung. Heutzutage dient es als ein Bürogebäude, in dem sich eine Niederlassung des Sicherheitsdienstleisters Prosegur befindet.